# Barwa złota

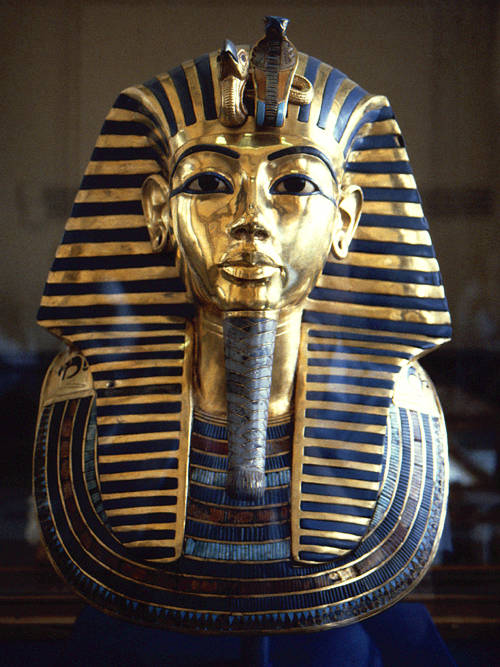
Maska Tutanchamona jest wykonana ze złota.

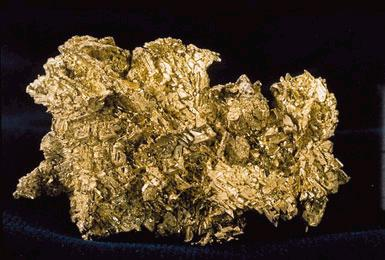
Złoto

Barwa złota (złoto) – barwa, powstająca w wyniku połączenia barwy żółtej z pomarańczową. Kodem barwy w systemie X11 jest FF D7 00, a w RGB 255 215 0. Ponieważ na monitorze komputera nie można wyświetlić fluorescencyjności ani efektu błyszczenia się metali, kolor ten jest wyświetlany jako połączenia barwy żółtej z pomarańczową.

## Złoty w kulturze
50. rocznica zawarcia związku małżeńskiego jest nazywana „złotymi godami”.
Najwyższym wyróżnieniem za osiągnięcia w wielu dziedzinach jest złoty medal.
Jednymi z nagród filmowych są Złoty Glob i antynagroda Złota Malina.